# Groove Games
Groove Games fue una desarrolladora y distribuidora de videojuegos canadiense. Establecida en 2001, Groove Games tenía publicado más que 20 títulos en las plataformas PC, Xbox, and PlayStation 2.
En diciembre de 2006, Groove Media Inc. lanzó una plataforma en línea, SkillGround. Le permitía a visitantes descargar juegos de calidad de forma gratuita y jugar contra competidores de niveles de destreza similar por diversión, o por dinero. SkillGround hosteaba múltiples géneros incluyendo: tiradores en primera persona, carreras, deportes y peleas.

## Videojuegos
| Juego                                     | Año  | Desarrollador       | Notas                                                                                     |
| ----------------------------------------- | ---- | ------------------- | ----------------------------------------------------------------------------------------- |
| Sno Cross Extreme                         | 2002 | Groove Games        |                                                                                           |
| Incoming Forces                           | 2002 | Rage Software       | Publicado por Rage Software en Europa                                                     |
| Devastation                               | 2003 | Digitalo Studios    | Publicado por Arush Entertainment en Europa                                               |
| CTU: Marine Sharpshooter                  | 2003 | Jarhead Games       |                                                                                           |
| Western Outlaw: Wanted Dead or Alive      | 2003 | Jarhead Games       |                                                                                           |
| Desert Thunder                            | 2003 | Brainbox Games      |                                                                                           |
| Marine Sharpshooter II                    | 2004 | Jarhead Games       |                                                                                           |
| Marine Heavy Gunner: Vietnam              | 2004 | Brainbox Games      | Publicado por City Interactive y Play Publishing en Europa                                |
| WWII Sniper: Call to Victory              | 2004 | Jarhead Games       | Publicado por City Interactive en Europa como "Battlestrike: Call to Victory"             |
| Playboy: the Mansion                      | 2005 | Cyberlore Studios   | Publicado por Ubisoft en Europa                                                           |
| Combat: Task Force 121                    | 2005 | Direct Action Games | Publicado por City Interactive en Europa como "America's Secret Operations"               |
| Pariah                                    | 2005 | Digital Extremes    | Publicado por Hip Interactive en Europa                                                   |
| Army Ranger: Mogadishu                    | 2005 | Jarhead Games       | Publicado por City Interactive en Europa como "Terrorist Takedown: Conflict in Mogadishu" |
| Land of the Dead: Road to Fiddler's Green | 2005 | Brainbox Games      | Distribuido por Atari                                                                     |
| World War II Combat: Road to Berlin       | 2006 | Direct Action Games | Published by City Interactive en Europa como "Battlestrike: Secret Weapons"               |
| Warpath                                   | 2006 | Digital Extremes    | Publicado por Atari en Europa                                                             |
| World War II Combat: Iwo Jima             | 2006 | Direct Action Games | Publicado por City Interactive en Europa como "Heat of War"                               |
| Kung Fu: Deadly Arts                      | 2006 | Bedlam Games        | Free to play por SkillGround                                                              |
| CQC – Close Quarters Conflict             | 2007 | Direct Action Games | Publicado por City Interactive en Europa                                                  |
| Marine Sharpshooter III                   | 2007 | Jarhead Games       | Publicado por City Interactive iñen Europa                                                |
| L.A. Street Racing                        | 2007 | Invictus Games      | Publicado por City Interactive en Europa como "Overspeed: High Performance Speed Racing"  |
| UTour Golf                                | 2007 | Groove Games        | Free to play por SkillGround                                                              |
| Marine Sharpshooter IV                    | 2008 | Jarhead Games       | Publicado por City Interactive en Europa                                                  |
| Day of the Zombie                         | 2009 | Brainbox Games      | Lanzado en territorios CIS                                                                |